# Tommy Sucipto
Tommy Sucipto (10 de enero de 1995) es un deportista australiano que compite en natación. Ganó una medalla de plata en el Campeonato Mundial de Natación en Piscina Corta de 2016, en la prueba de 4 × 100 m estilos.

## Palmarés internacional
| Campeonato Mundial en Piscina Corta | Campeonato Mundial en Piscina Corta | Campeonato Mundial en Piscina Corta | Campeonato Mundial en Piscina Corta |
| Año                                 | Lugar                               | Medalla                             | Prueba                              |
| ----------------------------------- | ----------------------------------- | ----------------------------------- | ----------------------------------- |
| 2016                                | Windsor (Canadá)                    | Medalla de plata                    | 4 × 100 m estilos                   |